# Беневреци
Беневреци или Бревенеци са мъжки горни гащи, основна част от белодрешната носия.
Те се шият от бяла аба, с къса горна част и тесни крачоли, които стигат до глезените. Кройката им е от два плата за крачоли и четири клина за дъно. Гащите са обточени с черна вълнена връв или гайтан по шевовете.